# HC Lokomotiv Moskou
HC Lokomotiv Moskou (Russisch: ХК Локомотив Москва), was een Russische ijshockeyclub die speelde om het Sovjetkampioenschap. De ploeg werd opgericht in 1946. In 1983 werd de club opgeheven.
De eigenaar van HC Lokomotiv Moskou in de Sovjettijd waren de Spoorwegen van Rusland.

## Erelijst
Sovjetkampioenschappen:
- Derde: 1961

Sovjetkampioenschappen (Klass B) (2): 1949, 1971
Spengler Cup (2): 1967, 1969
Boekarest Cup (1): 1963

## Coaches
- - Grigori Mkrtytsjan (1960-1962)
- - Viktor Tsyplakov (1979-1983)

## Spelers
- - Viktor Jakoesjev (1955-1979)
- - Valentin Kozin (1959-1969)
- - Boris Michajlov (1965-1967)
- - Jevgeni Misjakov (1959-1962)
- - Aleksandr Pasjkov (1962-1963)
- - Nikolaj Snetkov (1955-1962)
- - Viktor Tsyplakov (1955-1972), (1974-1976)
- - Jevgeni Zimin (1964-1965)